# Dodomeki

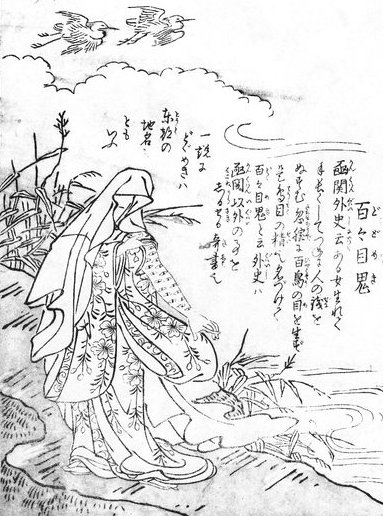
Représentation d'un dodomeki par Toriyama Sekien.

Un dodomeki (百々目鬼) est un yōkai. Son apparence est celle d'une femme dont les bras, longs, sont couverts de centaines yeux d'oiseaux. Cette apparence résulte d'une malédiction pour avoir volé de l'argent.  On l'appelle aussi le todomeki.

## Mythologie
Les dodomeki sont décrits pour la première fois par Toriyama Sekien, savant japonais du dix-huitième siècle. Le fait que le dodomeki soit doté de longs bras reflète une croyance japonaise selon laquelle ceux qui ont ce trait corporel ont tendance à dérober des choses. Les yeux d'oiseau qui poussent sur le bras du dodomeki constituent une référence au dōsen japonais, pièce de monnaie en cuivre avec un trou au milieu qui est communément connue sous le nom de chōmoku (œil d'oiseau). 
La première apparition de cette créature a lieu dans le Konjaku Gazu Zoku Hyakki de Toriyama Sekien. Il y est déclaré que les origines de la créature se trouvent dans le Kankan-gaishi, un livre qui n'a peut-être jamais existé. Il a peut-être plutôt été inspiré par le Dōmeki (百目鬼)  .

## Légendes

### Rencontre avec le prêtre Chitoku
Pendant l'époque de Muromachi, un prêtre nommé Chitoku fut appelé pour enquêter sur une série d'incendies inexpliqués qui éclatèrent au temple d'un village près du mont Myōjin. Il découvrit une femme couverte d'une robe et compris qu'elle était le même dodomeki que Fujiwara no Hidesato avait combattu quatre cents ans plus tôt. Elle était revenue pour aspirer ses vapeurs toxiques et son sang restants qu'elle avait perdus lors de sa dernière bataille avec Hidesato.
Le temple fut construit au-dessus du site de la bataille, de sorte que le dodomeki provoqua une série d'incendies pour effrayer tous les prêtres. Cependant, après avoir constamment entendu Chitoku prêcher chaque fois qu'elle passait devant le temple, le dodomeki eut un éveil spirituel et jura de ne plus jamais commettre de mauvaises actions. 

## Dans la culture populaire
Ce yōkai fait plusieurs apparitions dans la culture populaire:
- par exemple dans la franchise Shin Megami Tensei.;
- Il a inspiré la technique Jaganshi faisant apparaître des dizaines d'yeux sur le corps de Hiei, détenteur du troisième oeil dans le manga Yū Yū Hakusho et ses adaptations;
- Dans la franchise Yo-kai Watch, le Todomeki est un monstre humanoïde noir doté de treize yeux et de cornes. Il est connu sous le nom de Eyesoar dans le dub anglais;
- Dans la série de light novel Re:Monster et plus tard dans  ses adaptations, l'un des membres hobgobelins du clan des monstres évolue en dodomeki.
- L'extraterrestre Eye Guy de la série Ben 10 est représenté avec de longs bras couverts d'yeux.